# أبو سعد السمعاني
أبو سعد السمعاني (506-562)، عالم عربي مسلم في السيرة والتاريخ والحديث والفقه الشافعي والتفسير الكتابي. وبحسب ابن السبكي، يعتبر ابن السمعاني ثاني أعظم علماء الحديث في عصره بعد صاحبه وأستاذه ابن عساكر.

## مولده وطلبه للعلم
هو أبو سعد عبد الكريم بن أبي بكر محمد بن أبي المظفر منصور بن عبد الله التميمي السمعاني المروزي الشافعي. ولد أبو سعد السمعاني يوم الاثنين الحادي والعشرين من شعبان سنة 506 هـ في مدينة مرو، نشأ في أسرة اشتهرت بالعلم والصلاح، فنشأ في حب العلم وطلبه، فقد حضر وهو في الرابعة مع والده عند مسند زمانه عبد الغفار بن محمد الشيرويي، ثم بعد موت والده كفله أعمامه  ومنهم أبو القاسم السمعاني وهو صغير، وقد كان السمعاني من العلماء الذين أكثروا الترحال، فقد ارتحل إلى نيسابور، وبيت المقدس وبغداد، والبصرة، وحلب، ودمشق، وصور، ومكة المكرمة، وهمدان، وصنعاء.

## شيوخه
1. إبراهيم بن محمد القطيعي أبو البدر.
2. أبو العلاء أحمد بن محمد بن الفضل.
3. عاصم بن محمد بن غانم الحافظ أبو المعالي.
4. عبد الله بن طاهر بن فارس الخياط أبو المظفر.
5. محمد بن منصور التميمي السمعاني.

## تلاميذه
1. ابنه أبي المظفر عبد الرحيم.
2. أبي روح عبد المعز بن محمد الهروي.
3. عبد الوهّاب بن سكينة.
4. القاسم بن عساكر.

## ثناء العلماء عليه
قال الحافظ ابن الأثير:
| أبو سعد السمعاني | كان أبو سعد واسطة عقد البيت السمعاني، عينهم الباصرة، وإليه انتهت رآستهم، وبه كملت سيادتهم، رحل في طلب العلم والحديث إلى شرق الأرض وغربها | أبو سعد السمعاني |

قال الإمام الذهبي:
| أبو سعد السمعاني | الإمام الحافظ الكبير الأوحد الثقة محدث خراسان | أبو سعد السمعاني |

وقال الإمام السبكي:
| أبو سعد السمعاني | محدث المشرق، وصاحب التصانيف المفيدة الممتعة، والسؤدد، والأصالة | أبو سعد السمعاني |

## وفاته
توفي الحافظ أبو سعد السمعاني سنة 562 في مرو ودفن فيها.

## مؤلفاته
1. الأخطار في ركوب البحار.
2. أدب الإملاء والاستملاء.
3. الأمالي.
4. الأنساب.
5. تاريخ مرو.
6. دخول الحمام.
7. فضل الشام.
8. قواطع الأدلة في أصول الفقة
9. مقام العلماء بين يدي الأمراء.
10. الأدب في استعمال الحسب .
11. سلوة الأحباب ورحمة الأصحاب .
12. التحبير في المعجم الكبير .
13. الصدق في الصداقة .